# Isonychus hirsutus
Isonychus hirsutus är en skalbaggsart som beskrevs av Bates 1887. Isonychus hirsutus ingår i släktet Isonychus och familjen Melolonthidae. Inga underarter finns listade i Catalogue of Life.